# Acherontiella bougisi
Acherontiella bougisi är en urinsektsart som beskrevs av Cassagnau och Delamare Deboutteville 1955. Acherontiella bougisi ingår i släktet Acherontiella och familjen Hypogastruridae. Inga underarter finns listade i Catalogue of Life.